# Хидзаки
Масая Кавамура, известный под псевдонимом Hizaki (яп. ヒザキ) — японский гитарист, член группы Versailles. Увлекается Францией и классической музыкой, на сцене использует образ девушки времён французской революции. Также пишет музыку для сольных проектов вокалистов Kaya и Juka.

## Биография
В детстве родители были против его увлечения, но он решил пойти им наперекор и стал усиленно обучаться на гитаре, и к 1998 году уже профессионально играл на гитаре. Хидзаки впервые начал музыкальную деятельность будучи гитаристом группы GARNET GRAVE. В 1999 году он стал участником коллектива Crack brain, с которой отправился в Токио. Эта группа распалась в сентябре 2002 года, а Хидзаки познакомился с Хисуи и Аири, которые пригласили его в свою группу Schwardix Marvally, в которой Хидзаки впервые проявил себя как композитор. После распада группы в 2004 году Хидзаки занимался сольным творчеством, а затем присоединился к SULFURIC ACID.
В 2006 году он продолжил работу над сольным проектом под названием Hizaki grace project. Дебютный альбом «Dignity of Crest» был закончен при помощи знакомого вокалиста Хидзаки — Дзуки (ex-Moi dix Mois). В то же время Хидзаки начал сотрудничать с Камидзё, выступив в качестве приглашенного гитариста в Last Live LAREINE.
В начале 2007 года Хидзаки и Камидзё объединились для работы в проекте Node of Scherzo, пригласив Кайю (ex-Schwarz Stein), Дзуку (ex-Moi dix Mois) и Ю (Hizaki grace project). На первом концерте Node of Scherzo, который состоялся 14 мая, Хидзаки и Камидзё объявили о создании нового проекта, название которого было официально объявлено 30 мая 2007 года. Работая с Versailles, Хидзаки между тем не расформировал Hizaki grace project и, кроме того, выступает как композитор для вокалистов Kaya и Juka.

### Состав HIZAKI grace project[3]
- Хидзаки — соло-гитара

Приглашённые участники
- Дзука — вокал
- Тэру — ритм-гитара
- Жасмин Ю — бас-гитара
- Микагэ — ударные

Все, кроме ударника и вокалиста, потом присоединились к группе Versailles в качестве постоянных участников.

## Стиль игры
Стиль игры Хидзаки базируется на шред-технике и сложился под влиянием известных метал гитаристов, которые внесли вклад в неоклассический метал, таких как Ингви Мальмстин и Марти Фридмен, и метал-групп Dream Theater, Angra, Arch Enemy, X Japan, Stratovarius, которые он позже называл своими любимыми.Композиции же Хизаки часто пишет в направлении Неоклассического метала, но практически всегда добавляет в них элементы симфонической музыки — клавесин, орган, скрипка и т. д., создавая готическую атмосферу

## Дискография
Альбомы
- Maiden Ritual (29 сентября, 2004)
- Dance With Grace (27 апреля, 2005)
- Hizaki (Double Pack) (27 апреля, 2005)
- Maiden Ritual -Experiment Edition- (27 апреля, 2005)

DVD
- Monshou (9 мая, 2007)

### под названием Hizaki grace project
Альбомы
- Dignity of Crest (1 января, 2007)
- Ruined Kingdom (19 сентября, 2007)
- Curse of Virgo (26 декабря, 2007)

DVD
- Monshou (2007)

Компиляции
- Summit 03
- Graceful Playboys
- Unique (coupling CD with +Isolation)

### вместе Versailles
Смотрите Versailles